# Campeonato Paraibano de Futebol Sub-20
O Campeonato Paraibano de Futebol Sub-20, ou simplesmente Paraibano Sub-20, é uma competição anual de futebol Sub-20 na Paraíba, disputada por jovens atletas de até 20 anos de idade, cuja organização e realização cabe à Federação Paraibana de Futebol (FPF). O torneio evoluiu de outros certames que já eram realizados no estado, sendo que a primeira edição oficial da competição foi realizada em 2015 e desde então passou a ocorrer a cada ano, com exceção da temporada de 2020, não realizada, juntamente com alguns outros torneios da FPF, por conta da dificuldade de se realizar competições no contexto da pandemia de Covid-19.
Costuma ocorrer entre junho e agosto de cada ano, encerrando as competições masculinas de base no estado, e por acontecer imediatamente anterior ao Campeonato Paraibano da Segunda Divisão, muitos dos jogadores revelados no torneio passam a atuar também no referido campeonato. O certame foi criado com o objetivo de promover a modalidade esportiva no estado, revelar jovens talentos e determinar a equipe campeã estadual para a temporada, além de apontar os clubes locais para participarem de torneios regionais e nacionais sob a tutela da Confederação Brasileira de Futebol (CBF) como a Copa do Nordeste de Futebol Sub-20 e a Copa do Brasil de Futebol Sub-20, além da Copa São Paulo de Futebol Júnior, organizado pela Federação Paulista de Futebol (FPF).
A competição nasceu no formato sub-19, tendo mudado para sub-20 a partir da edição de 2022, com os clubes de João Pessoa tendo sido os que mais levantaram a taça no início do torneio, porém, nas temporadas mais recentes houve modificação no status de campeões e clubes do interior do estado passaram a comemorar o título de campeão com mais frequência. O CSP (Centro Sportivo Paraibano) foi campeão da primeira temporada do torneio, com o Botafogo de João Pessoa tornando-se o maior vencedor do torneio, ao conquistar um total de três títulos, contudo, o atual campeão do torneio é o Esporte Clube de Patos, que derrotou o Confiança de Sapé nos pênaltis na partida de volta da final de 2025, após dois jogos com vitórias pelo placar mínimo para ambas as equipes, levantando o primeiro título estadual do clube na modalidade.

## História
Oficialmente o futebol chegou na cidade da Parahyba (atual João Pessoa) em 1908, realizando-se naquele mesmo ano o primeiro torneio entre clubes no estado, ainda que tenha sido não oficial até a edição de 1918 e embora o esporte tenha chegado rapidamente a outras partes do estado nos anos seguintes, até 1938 somente clubes da capital eram permitidos participar do campeonato. A Federação Paraibana de Futebol foi criada no dia 24 de abril de 1947, e passou a organizar a disputa do Paraibano Masculino, que cresceria em prestígio e números de clubes, vindo a consolidar uma divisão de acesso em 1991, e ganhar sua versão feminina de forma oficial em 2008, exatamente cem anos após a realização do primeiro campeonato masculino de futebol no estado.
Diversos torneios seguiam acontecendo no estado no início da década de 2010, a exemplo da Copa Paraíba, que ocorria no segundo semestre e indicava uma vaga à Copa do Brasil do ano posterior, a Copa Raimundo Braga Sub-15, promovida pelo Governo do Estado e a Copa João Pessoa Sub-17, promovida pelos próprios clubes. Nos últimos anos, vários dos torneios que eram realizados ou apoiados pela FPF foram extintos ou reformulados, buscando maior aceitação e participação dos clubes e seguindo-se a busca pela interiorização e expansão do futebol no estado, bem como adaptação ao calendário nacional, nesse contexto a Federação Paraibana lançou ainda em 2010 o Campeonato Paraibano Sub-15, com pouco tempo depois passando a prestigiar também o Paraibano Sub-17, o Paraibano Sub-20, que era totalmente amador e foi descontinuado, além do Paraibano Sub-19 que passou passou a ser Sub-20 desde 2022.
| Temporada | Vencedor        |
| --------- | --------------- |
| 2015      | CSP             |
| 2016      | Botafogo FC     |
| 2017      | Botafogo FC (2) |
| 2018      | CSP (2)         |
| 2019      | Perilima        |
| 2021      | Confiança EC    |

As equipes da capital souberam aproveitar melhor a fase inicial do torneio, conquistando a maior parte dos títulos, a começar pelo CSP, um clube que nasceu focado no investimento em revelações, e por tal motivo, foi o primeiro a se destacar na modalidades de base no estado, incluindo o Sub-19, tendo conquistado o campeonato de 2015 ao derrotar o Botafogo de João Pessoa nos dois jogos das finais e ver o adversário conquistar a taça da temporada seguinte sobre o Auto Esporte e alcançar o bicampeonato em 2017 sobre o Lucena (atual São Paulo Crystal). Em 2018, o CSP voltou a ser campeão do torneio, conquistando o seu segundo título após superar a Queimadense na final, com a Perilima tornando-se a primeira equipe do interior a se sagrar vencedora do campeonato na edição de 2019, superando o Confiança de Sapé na final.
| Temporada | Vencedor         |
| --------- | ---------------- |
| 2022      | Botafogo FC (3)  |
| 2023      | Serra Branca     |
| 2024      | Cruzeiro EC      |
| 2025      | Esporte de Patos |

A Federação Paraibana desistiu de realizar a edição de 2020, assim como alguns outros torneios, na qual a entidade alegou a dificuldade em se realizar o campeonato em meio à pandemia de COVID-19 e os custos dos protocolos de saúde e prevenção, com o retorno do torneio ocorrendo na temporada de 2021, contando com 20 clubes inscritos e pela segunda edição seguida a final foi decidida entre Perilima e Confiança, mas que terminou melhor para a equipe de Sapé, que após duas vitórias pelo placar mínimo conquistou o seu perimeiro título da categoria. A partir da edição de 2022, a Federação Paraibana, em decisão tomada após consulta aos clubes mudou a faixa etária do torneio, passando a ser Sub-20, com o campeonato daquele ano contando com a participação de 22 equipes e observando o Botafogo de João Pessoa conquistar seu terceiro título ao final do certame, tornando-se o maior vencedor do torneio, que teve o Serra Branca como o melhor entre os 20 participantes de 2023 para levantar o título inédito para o clube e em 2024 o Cruzeiro de Itaporanga que se destacou entre os 18 inscritos daquela temporada para também conquistar o título inédito para o clube, outro campeão inédito foi conhecido na edição de 2025, quando o Esporte de Patos derrotou o Confiança de Sapé para conquistar o primeiro título oficial de um Campeonato Paraibano de categoria de base para a cidade de Patos, cuja campanha vitoriosa contou com a eliminação do rival na fase eliminatória, num torneio que contou com a participação de 17 equipes.

## Formato
A temporada do referido certame fecha o calendário de torneios de categorias de base no estado, iniciando-se geralmente em março e ocorrendo até meados de maio, formado por um torneio de até cinco fases distintas, cujas fases serão disputadas em jogos de ida e volta, exceto a fase inicial, que poderá ser somente em jogos de ida, a depender do grupo. Todas as fases além da primeira terão mando de campo no jogo de volta para a equipe mais bem classificada até a fase anterior.
- Primeira fase — classificatória e dividida em grupos de participantes variados, dependendo da quantidade total no campeonato;[1]
- Segunda fase — oitavas de final, cujos clubes mais bem posicionados de um grupo enfrentarão outros de outro grupo, em confrontos já definidos;[1]
- Terceira fase — quartas de final, cujos confrontos ocorrerão por cruzamento olímpico, de acordo com a classificação geral até a fase anterior;[1]
- Quarta fase — semifinal, cujos confrontos ocorrerão por cruzamento olímpico, de acordo com a classificação geral até a fase anterior;[1]
- Quinta fase — final.[1]

Na fase inicial, as equipes são classificadas pelo total de pontos, depois pelo saldo de gols e depois pelo total de gols marcados, se ainda estiverem iguais, considerar-se-ão como critérios de desempate o maior número de vitórias, maior saldo de gols, maior número de gols a favor, menor número de cartões vermelhos recebidos e menor número de cartões amarelos recebidos e por fim, sorteio. Na(s) fase(s) posterior(es) à primeira fase são critérios de classificação a pontuação total obtida nas duas partidas, sendo critério de desempate o saldo de gols no confronto em questão, mas caso esse seja igual, o regulamento não prevê prorrogação para as partidas do torneio, seguindo para a decisão por pênaltis.

## Títulos
| Clube        | Títulos | Anos dos títulos | Vices | Anos dos vices |
| ------------ | ------- | ---------------- | ----- | -------------- |
| Botafogo-PB  | 3       | 2016, 2017, 2022 | 1     | 2015           |
| CSP          | 2       | 2015, 2018       | 2     | 2022, 2023     |
| Serra Branca | 1       | 2023             | 2     | 2021, 2024     |
| Confiança-PB | 1       | 2021             | 2     | 2019, 2025     |
| Perilima     | 1       | 2019             | 1     | 2021           |
| Cruzeiro-PB  | 1       | 2024             | 0     |                |
| Esporte-PB   | 1       | 2025             | 0     |                |